# Округ Вашингтон (Мисури)
Округ Вашингтон (енгл. Washington County) је округ у америчкој савезној држави Мисури.

## Демографија
По попису из 2010. године број становника је 25.195, што је 1.851 (7,9%) становника више него 2000. године.
| Група             | 2000.          | 2010.          |
| Белци             | 22.159 (94,9%) | 23.969 (95,1%) |
| Афроамериканци    | 578 (2,5%)     | 557 (2,2%)     |
| Азијати           | 35 (0,1%)      | 48 (0,2%)      |
| Хиспаноамериканци | 170 (0,7%)     | 255 (1,0%)     |
| Укупно            | 23.344         | 25.195         |